# Ducado de Aremberg
Aremberg, también deletreado Arenberg o Ahremberg, es un histórico condado, principado y finalmente ducado localizado en la moderna Alemania. Los Duques de Aremberg permanecen como una prominente familia aristocrática belga.

## Historia
Mencionado por primera vez en el siglo XII, recibió su nombre por la población de Aremberg en el moderno distrito de Ahrweiler, en Renania-Palatinado. 

### 1549-1576
Aremberg era originalmente un condado. Se convirtió en un estado del Sacro Imperio Romano Germánico (reichsunmittelbar) en 1549, fue elevado a un principado en 1576, y finalmente a ducado en 1645.

### 1789
Las posesiones territoriales de los duques de Aremberg variaron con los años. En torno a 1789 el ducado estaba localizado en la región de Eifel en la margen occidental del Rin, y contenía entre otras las ciudades de Aremberg, Schleiden y Kerpen. 
Sin embargo, aunque el Ducado propiamente se situaba en Alemania, desde el siglo XV en adelante, los principales territorios de los Duques de Aremberg han sido situados en la presente Bélgica.
El ducado pre-napoleónico tenía una superficie de 413 km² y una población de 14.800 habitantes. Pertenecía al Círculo Electoral de Renania, y estaba bordeado por el Ducado de Jülich, el Arzobispado de Colonia, el Arzobispado de Tréveris y el Condado de Blankenheim.

### 1798
Después de la ocupación francesa del banco occidental del Rin en torno a 1798 (véase Tratado de Campo Formio y Tratado de Lunéville) el duque de Aremberg recibió nuevos territorios: el condado de Vest Recklinghausen, el Condado de Meppen y el Señorío de Dülmen. 

### 1810
Aremberg se unió a la Confederación del Rin de Napoleón, aunque eso no impidió que fuera mediatizado en 1810, cuando Francia se anexionó Dülmen y Meppen, y el ducado de Berg se anexionó Recklinghausen. 

### 1814
Después de la derrota de Napoleón en 1814 y la disolución de la Confederación del Rin, los anteriores territorios de Aremberg fueron divididos entre el Reino de Prusia y el Reino de Hannover. Tanto en Prusia como en Hannover, los duques se convirtieron en pares locales subordinados al rey.

### 1826

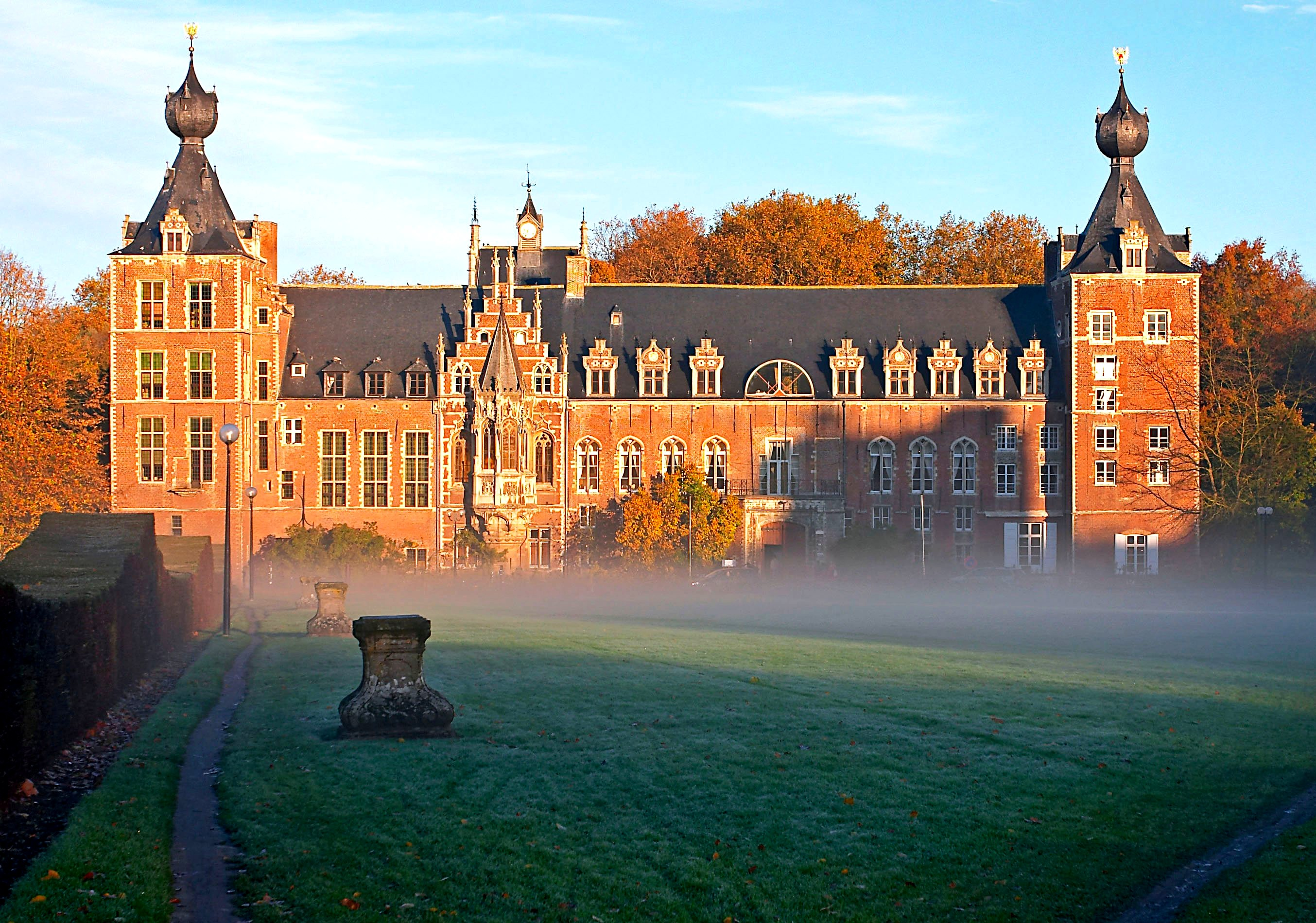
El palacio de Arenberg, hoy en día sede de la Universidad Católica de Lovaina.

En 1826, el territorio de Aremberg en Hannover fue renombrado ducado de Aremberg-Meppen. Aremberg-Meppen tenía una superficie de 2.195 km² y una población de 56.700 habitantes. El condado de Recklinghausen, en Prusia, tenía una superficie de 780 km² y una población de 64.700 habitantes. 
Los duques de Aremberg permanecen como una prominante familia aristocrática belga. La familia directa de los antiguos duques reinantes siguen recibiendo el título nominal de príncipes de Aremberg. La familia ducal desciende agnáticamente de la Casa de Ligne.
El bosque de Aremberg se localiza en la región nororiental de Francia, y es famoso por sus carreteras adoquinadas utilizadas en la clásica competición ciclista de la París-Roubaix. Dicha región experimentó una extensa explotación minera en el pasado.

## Condes, Condes Principescos y Duques

### Condes de Aremberg (1117-1576)
| - Franko (1117-1129) - Enrique I (1136-1187) - Eberardo I (1188-1202) - Eberardo II (1202-1229) - Enrique II (1220-1250) - Gerardo (1252-1260) - Juan I (1260-1279) - Matilde (1282-1299) - Eberardo (Conde de Marck) (1282-1308) - Eberardo I (III) (1308-1387) - Eberardo II (1387-1454) | Partición entre Aremberg y Rochefort - Juan II (1454-1480) - Eberardo III (1480-1496) - Eberardo IV (1496-1531) - Roberto I (1531-1541) - Roberto II (?-1536) - Roberto III (1541-1544) - Margarita (1544-1576) - Juan III (1547-1568) - Carlos (1568-1576) |

### Condes Principescos de Aremberg (1576-1645)
| - Margarita (1576-1596) con Juan de Ligne - Carlos (1576-1616) | - Felipe Carlos (1616-1640) - Felipe Francisco (1640-1645) |

### Duques de Aremberg (1645-1810)
| - Felipe Francisco, I duque de Aremberg (1645-1675) - Carlos Eugenio, II duque de Aremberg (1675-1681) - Felipe Carlos Francisco, III duque de Aremberg (1681-1691) - Leopoldo, IV duque de Aremberg (1691-1754) | - Carlos María Raimundo, V duque de Aremberg (1754-1778) - Luis Engelbert, VI duque de Aremberg (1778-1803) - Próspero Luis, VII duque de Aremberg (1803-1810) Mediatizado en 1810 |

### Duques no reinantes de Aremberg (1810- presente)
| - Próspero Luis, VII duque de Aremberg (1810-1861) - Engelbert Augusto, VIII duque de Aremberg (1861-1875) - Engelbert-María, IX duque de Aremberg (1875-1949) - Engelbert-Carlos, X duque de Aremberg (1949-1974) | - Erik Engelbert, XI duque de Aremberg (1974-1992) - Juan Engelbert, XII duque de Aremberg (1992-2011) - Leopoldo, XIII duque de Aremberg (2011- presente) |